# Villafuerte
Villafuerte – gmina w Hiszpanii, w prowincji Valladolid, w Kastylii i León, o powierzchni 26,2 km². W 2011 roku gmina liczyła 117 mieszkańców.